# Heiner Goebbels
Heiner Goebbels, född 17 augusti 1952 i Neustadt an der Weinstrasse i Rheinland-Pfalz, är en tysk kompositör och teaterregissör. Sedan 1999 är han professor vid Institut für Angewandte Theaterwissenschaft (institutet för tillämpad teatervetenskap) vid Justus-Liebig-Universität i Gießen.

## Biografi
Heiner Goebbels studerade musik och sociologi i Freiburg im Breisgau och Frankfurt am Main. Han var medgrundare till Sogenanntes Linksradikales Blasorchester där han spelade tenorsaxofon, från 1975 till 1988 spelade han i Duo Goebbels/Harth och från 1982 till 1992 medverkade han i den experimentella rockgruppen Cassiber. Sedan 1970-talet har han komponerat musik för teater och balett, bland annat till pjäser av Heiner Müller. 1981 skrev, komponerade och regisserade han sitt första hörspel, Berlin Q-Damm 12.4.81 / Jakob Apfelböck. För sina hörspel har han bland flera andra priser vunnit Prix Italia 1986, 1992 och 1996. Sedan 1988 har han komponerat kammarmusik för  Junge Deutsche Philharmonie, Ensemble Modern, Berliner Philharmoniker, London Sinfonietta och Orchestra of the Age of Enlightenment. Han skapade sina första musikteaterstycken Newton's Casino 1990 och Römische Hunde 1991 på Theater am Turm i Frankfurt am Main. 2012-2014 var han konstnärlig ledare för den internationella konstfestivalen Ruhrtriennalen. Bland priser han erhållit för sin teaterkonst kan nämnas det europeiska teaterpriset Premio Europa New Theatrical Realities 2001 och det internationella Ibsenprisen 2014.
Han räknas som en av de främsta företrädarna för postdramatisk teater. Han blandar uttrycksmedel som musik, avancerad teknik, inspelade röster och skådespelare och skapar flöden för fria ssociationer snarare än dramatiska berättelser.
Två gånger har teateruppsättningar av honom gästat Bergmanfestivalen och Dramaten. 2009 gästspelade Théâtre de Vidy från Lausanne med Eraritjaritjaka som byggde på texter av Elias Canetti. 2012 återkom samma teater i samarbete med brittiska The Hilliard Ensemble med I went to the house but did not enter som bestod av T.S. Eliots dikt The Love Song of J. Alfred Prufrock (J. Alfred Prufrocks kärlekssång), texter av Maurice Blanchot och Franz Kafka samt Samuel Becketts pjäs Fail again. Fail better.